# Dalenda Larguèche
Dalenda Larguèche (arabe : دلندة لرقش), de son nom complet Dalenda Bouzgarrou-Larguèche, née le 16 novembre 1953 à Monastir, est une universitaire et historienne tunisienne spécialiste d'époque moderne et des questions féminines.

## Biographie
Militante du Parti communiste tunisien, la légalisation de ce parti en 1981 lui donne l'occasion de montrer son talent d'oratrice féministe. Elle s'engage également au sein de l'Association tunisienne des femmes démocrates et au sein de l'Association des femmes tunisiennes pour la recherche sur le développement.
En plus de cette résistance, qui s'est traduite par un plein engagement dans la société civile, elle initie et développe, en tant qu'historienne et professeure d'histoire moderne, avec l'appui d'autres collègues universitaires à partir du début des années 1990, un champ relatif à l'enseignement et à la recherche sur l'histoire des femmes. Cette innovation est introduite, non sans résistance, au sein de la faculté des lettres, des arts et des humanités de La Manouba (ar).
Membre du conseil scientifique de l'université de Tunis, de l'université de La Manouba, du Laboratoire régions et ressources patrimoniales de Tunisie et du Centre américain des études maghrébines, elle est professeure invitée dans plusieurs universités américaines et européennes, dont l'École pratique des hautes études, l'université Toulouse-Jean-Jaurès, l'université de l'Arizona et l'université de Berkeley. Elle est également responsable de l'équipe de recherche « Genre, femme, société et culture ».
Elle est par ailleurs directrice générale du Centre de recherches, d'études, de documentation et d'information sur la femme (CREDIF) entre octobre 2011 et le 20 novembre 2013. Limogée par la ministre Sihem Badi et remplacée par Rachida Tlili Sellaouti, elle revient au poste de directrice générale qu'elle occupe entre avril 2016 et septembre 2018.

## Distinctions
- Prix du CREDIF pour la meilleure recherche scientifique en langue française (2001)[7] ;
- Prix du livre de l'Union du Maghreb arabe (2007)[7] ;
- Prix du CREDIF pour la meilleure recherche scientifique traitant de la thématique femme et genre (2011)[7] ;
- Officier de l'Ordre de la République tunisienne (2015)[8],[9].

## Publications
- Marginales en terre d'Islam (avec Abdelhamid Larguèche), éd. Cérès, Tunis, 1993
- Mémoire de femmes : Tunisiennes dans la vie publique, 1920-1960 (ouvrage collectif), éd. CREDIF, Tunis, 1994
- Histoire des femmes du Maghreb : culture matérielle et vie quotidienne [sous la dir. de], éd. Centre de publication universitaire, Tunis, 2000
- Territoire sans frontières : la contrebande et ses réseaux dans la régence de Tunis au XIXe siècle, éd. Centre de publication universitaire, Tunis, 2001
- Femmes en ville dans le monde méditerranéen : passé et présent [sous la dir. de], éd. Centre d'études et de recherches économiques et sociales, Tunis, 2005
- (ar) L'Histoire du Maghreb moderne à travers les sources (المغرب العربي الحديث من خلال المصادر) [avec Abdelhamid Larguèche et Jamel Ben Taher], éd. Centre de publication universitaire, Tunis, 2006
- Monogamie en islam : l'exception kairouanaise, éd. Centre de publication universitaire, Tunis, 2011[10]

## Vie privée
Dalenda Larguèche est mariée à l'historien Abdelhamid Larguèche.